# Carolyn Rodrigues
Carolyn Allison Rodrigues-Birkett (Moruca, 16 de septiembre de 1973) es una política guyanesa que se desempeñó como ministra de asuntos exteriores de Guyana desde 2008 hasta 2015.

## Biografía
De origen indígena, nació en Moruca, en la región de Barima-Waini. Después de asistir a una escuela privada en Georgetown, recibió una beca para indígenas y estudió administración de empresas en la Universidad de Regina en Canadá y regresó a Guyana en 1993. Su beca le exigió que trabajara para las comunidades indígenas y, como resultado, abandonó la empresa maderera donde trabajaba y, en cambio, fue a trabajar para el Programa de Mejoramiento del Impacto Social (SIMAP, por sus siglas en inglés) del Banco Interamericano de Desarrollo en Guyana. Se convirtió en coordinadora del Programa de Proyectos Amerindios de SIMAP, ocupando ese cargo hasta 2001, cuando fue a estudiar trabajo social en la Universidad de Guyana.
Fue nombrada al Gabinete como ministra de asuntos amerindios en abril de 2001. Después de las elecciones generales de 2006, fue nuevamente nombrada para ese cargo y jurada el 4 de septiembre de 2006. Después de siete años como ministra de asuntos amerindios, fue nombrada ministra de asuntos exteriores el 9 de abril de 2008, en reemplazo de Samuel Insanally. Juramentó el cargo el 10 de abril.
Continuó desempeñándose como ministra hasta que el Partido Progresista del Pueblo (PPP) perdió las elecciones generales de mayo de 2015. Posteriormente se le ofreció un lugar en la lista de parlamentarios del PPP, pero optó por no tomar asiento en la Asamblea Nacional, prefiriendo trabajar en el extranjero.